# Делинанов етнографски музей
Делинанов етнографски музей (на гръцки: Δεληνάνειο Λαογραφικό Μουσείο) в музей, разположен в град Костур, Гърция.
Музеят е разположен в триетажната къща от XIX век, принадлежала на Атанасиос Делинанос, днес общинска собственост, разположена в централната част на махалата Долца. Отваря врати през ноември 1997 година и е ръководен Женското прогресивно общество. Целта на музея е да демонстрира местното културно наследство и да илюстрира традиционното костурско гостоприемство.
На първия етаж на къщата са всекидневната и лятната спалня, а на втория – основната всекидневна и зимната спалня. В тях има богата колекция на мъжки и женски носии, бельо, ръкоделия и бродерии, както и мъжки и женски фотографски портрети на костурчани. Всички експонати са от XIX – началото на XX век. На приземния етаж има богата колекция от земеделски сечива.
- Експонати от музея
- Интериорът
- Местни носии
- Основната всекидневна